# 昌克勒省
昌克勒省是位于土耳其北部的一个省，首府昌克勒。